# Marie Gabriela z Windisch-Grätze
Marie Gabriela z Windisch-Grätze či též Marie Meklenbursko-Zvěřínská (německy Marie Gabriele Prinzessin von Windisch-Grätz, respektive Marie von Mecklenburg-Schwerin, 11. prosince 1856, Vídeň – 9. července 1929, Ludwigslust) byla německo-rakouská šlechtična, princezna z Windisch-Grätze a vévodkyně meklenburská.

## Rodina
Narodila se 11. prosince 1856 ve Vídni jako Marie Gabriele Ernestine Alexandra Prinzessin von Windisch-Grätz, dcera Huga, knížete Windisch-Grätz a jeho manželky princezny Luisy Meklenbursko-Zvěřínské.

## Manželství a děti
Dne 5. května 1881 se v Zvěříně vdala za svého bratrance prince Pavla Bedřicha Meklenburského syna Bedřicha Františka II., velkovévody Meklenburského a jeho manželky princezny Augusty Reuss Kestřické. Spolu měli pět dětí:
- Pavel Fridrich (1882–1904)
- Marie Louise (1883–1883)
- Marie Antoinette (1884–1944)
- Jindřich Borwin (1885–1942), sňatek s 1. Elizabeth Tibbits Pratt; 2. Natálií Oelrichs; 3. Carolou von Chamisso
- Josef (1889–1889)

Dne 21. dubna 1884 její manžel odložil práva nástupnictví svých synů na meklenbursko-zvěřínský trůn ve prospěch svých mladších bratrů a jejich synů.
Roku 1887 se se svým manželem a dětmi konvertovala z luteránství k římskému katolicismu.
Marie Gabriela z Windisch-Grätze zemřela 9. července 1929 v Ludwigslustu.

## Tituly a oslovení
- 11. prosince 1856 – 5. května 1881: Její Jasnost princezna Marie z Windisch-Grätze
- 5. května 1881 – 9. července 1929: Její Výsost vévodkyně meklenburská